# Попов, Сергей Викторович (поэт)
Попов Сергей Викторович (3 августа 1962, Воронеж, СССР) — российский поэт, прозаик, драматург, эссеист. Врач, педагог, исследователь в области инструментальной диагностики. Кандидат медицинских наук (2001). Доктор медицинских наук (2005). Член Союза российских писателей (1993), Союза писателей XXI века (2011), Международного ПЕН-клуба (Русский ПЕН-центр) (2012), редакционной коллегии журнала «Дети Ра». Участник международного движения «Лидеры в области окружающей среды и развития».

## Биография
Родился 3 августа 1962 года в Воронеже. Окончил Воронежский государственный медицинский университет (1985), ординатуру (1990), затем — Литературный институт им. А. М. Горького. 
Работал врачом дорожной больницы Юго-Восточной железной дороги, затем — врачом Воронежского областного клинического диагностического центра. С 1998 года — ассистент кафедры инструментальных методов диагностики Воронежской государственной медицинской академии. С 2009 года — профессор Воронежского государственного медицинского университета им. Н. Н. Бурденко. Автор более 220 научных работ, посвящённых актуальным проблемам ультразвуковой диагностики. Победитель Всероссийского конкурса «Лучший врач года» (2008). 
Первая книга стихов вышла в 1992 году. Печатался в журналах «Юность», «Новый мир», «Дети Ра», «Дружба народов», «Звезда», «Москва», «Арион», «Воздух», «Зарубежные записки», «Новый журнал», «Новая Юность», «Интерпоэзия», «Волга», «Зинзивер», «Футурум АРТ», «Литературная учеба», «Молодая гвардия», «Крещатик», «Футурум арт», «Артикль», «Европейская словесность», «Поэзия», «Подъём», «Дон», «Дальний восток» и др.; литературных альманахах «День поэзии», «Нестоличная литература», «Юность плюс» и др.; газетах «Литературная газета», «Литературная Россия», «Поэтоград», «Литературные известия», «Медицинская газета» и др.  
Автор многих книг стихов и прозы, в том числе — «Папоротник» (1992), «Транзит» (1997), «Вопрос времени» (2005), «Встречи без продолжений» (2007), «Воронеж etc.» (2011), «Мыльный пузырь» (2011), «Обычай исчезать» (2012), «Конь в пальто» (2014) и др.
Сергей Викторович Попов возглавлял воронежский литературный альманах «Бредень».
Живёт в Воронеже.

## Премии и награды
- Лауреат премии имени Кольцова администрации Воронежской области;
- Победитель Всероссийского литературного конкурса им. Маковского в номинациях «стихи» и «поэмы» (2004);
- Победитель Международного поэтического конкурса «Перекресток» (Германия) журнала «Крещатик» (2007);
- Специальный приз Союза российских писателей Международной Волошинской премии за лучшую поэтическую книгу года (2010);
- Лауреат премии газеты «Поэтоград» за лучшую поэтическую публикацию года (2011);
- Лауреат премии журнала «Дети Ра» за лучшую поэтическую публикацию года (2011);
- Лауреат премии литературной газеты «Поэтоград» за лучшую поэтическую публикацию года (2011);
- Лауреат премии газеты «Литературные известия» за лучшую поэтическую публикацию года (2014);
- Лауреат премии газеты «Литературные известия» за лучшую поэтическую публикацию года (2014);
- Лауреат премии журнала «Зинзивер» за лучшую поэтическую публикацию года (2015);
- Шорт-лист Бунинской премии (2017)[3];
- Лауреат Международной премии «Писатель XXI века» Архивная копия от 7 ноября 2021 на Wayback Machine в номинации «поэзия» (2018);
- Лауреат Специальной премии Союза российских писателей Международной Волошинской премии за лучшую поэтическую книгу года (2019);
- Специальный диплом Международной премии им. Фазиля Искандера в номинации «поэзия» (2019);
- Лауреат премии «Кольцовский край» в номинации «поэзия» (2019);
- Золотой диплом XI Международного славянского литературного форума «Золотой витязь» (2020);
- Лауреат VI Международного конкурса-фестиваля «Русский Гофман» (2021);
- Золотой диплом XII Международного славянского литературного форума «Золотой витязь» (2021).